# Talpa caucasica
Talpa caucasica is een zoogdier uit de familie van de mollen (Talpidae). De wetenschappelijke naam van de soort werd voor het eerst geldig gepubliceerd door Satunin in 1908.